# مايك غونزاليس (لاعب كرة قاعدة)
مايك غونزاليس هو لاعب كرة قاعدة كوبي، ولد في 24 سبتمبر 1890 في هافانا في كوبا، وتوفي بنفس المكان في 19 فبراير 1977.

## وصلات خارجية
- مايك غونزاليس على موقعبيزبول رفرنس.كوم (الدوري الرئيسي) (الإنجليزية)
- مايك غونزاليس على موقعبيزبول رفرنس.كوم (الدوري الثانوي) (الإنجليزية)
- مايك غونزاليس على موقع جمعية أبحاث البيسبول الأمريكية (الإنجليزية)